# Bisulfato de sodio
El bisulfato de sodio es una sal de sodio del anión bisulfato, con fórmula NaHSO4. Es una sal ácida formada por la neutralización parcial del ácido sulfúrico con una base de sodio (normalmente hidróxido de sodio o cloruro de sodio). Es un producto seco y granular. La forma anhidra del bisulfato de sodio es higroscópica. Las disoluciones de bisulfato de sodio son ácidas, teniendo un pH cercano a 1 en una disolución de 1 M.

## Producción
Existen varias maneras de producir bisulfato de sodio.

### Con hidróxido de sodio
Un método de producción utiliza cantidades estequiométricas de hidróxido de sodio y ácido sulfúrico, que reaccionan para formar bisulfato de sodio anhidro y agua.
NaOH + H2SO4 → NaHSO4 + H2O

### Con cloruro de sodio
Un segundo proceso utiliza la reacción entre cloruro de sodio (sal de mesa) y ácido sulfúrico a elevadas temperaturas, produciendo bisulfato de sodio líquido y cloruro de hidrógeno gaseoso.
NaCl + H2SO4 → NaHSO4 + HCl
El bisulfato de sodio monohidratado que se obtiene es rociado y enfriado, haciendo que se solidifique en gotas.
El cloruro de hidrógeno se disuelve por separado en agua para formar ácido clorhídrico, un subproducto útil de la reacción.

### Con otros compuestos
El bisulfato de sodio también se deriva de la producción de muchos otros ácidos minerales mediante la reacción de sus sales de sodio con un exceso de ácido sulfúrico.
- NaCN + H2SO4 → NaHSO4 + HCN
- NaNO3 + H2SO4 → NaHSO4 + HNO3
- NaClO4 + H2SO4 → NaHSO4 + HClO4

En muchos casos, los ácidos producidos tienen un punto de ebullición menor que los reactivos, y son separados de la mezcla por destilación.

## Usos
El uso primario del bisulfato de sodio es la acidificación de disoluciones. Para aplicaciones técnicas, se utiliza para refinar metales, como producto de limpieza, y para reducir el pH del agua (aumentando la efectividad del cloro en piscinas y bañeras). El bisulfato de sodio está aprobado por la AAFCO como aditivo de uso general en alimentación, incluyendo comida de mascotas. Se usa como acidificador de orina para disolver cál
.
Es altamente tóxico para algunos equinodermos. Por ello, el bisulfato de sodio se usa para controlar plagas de Acanthaster planci.
En la manufactura de joyas, el bisulfato de sodio es el soluto principal de muchas disoluciones decapadoras, usadas para quitar la capa de óxido formada tras calentar una superficie metálica.
Anteriormente, el bisulfato de sodio anhidro fue el compuesto principal de cristales de limpieza de inodoros, como Vanish o Sani-Flush, por su acción corrosiva (genera ácido sulfúrico en disolución acuosa).